# Camping-Camping
Camping-Camping (alternative Schreibweise: Camping, Camping) ist eine DDR-Fernsehkomödie aus dem Jahr 1977.

## Handlung
Der Busfahrer Detlef Engel fährt mit seiner Frau Eveline und seiner Tochter Nina zum Camping-Urlaub an die Ostsee, wo sie mit der befreundeten Familie Tabbert verabredet sind. Doch kaum angekommen, erhält Detlef ein Telegramm, angeblich von der Leitung seines Betriebs: Er müsse dringend an seinen Arbeitsplatz zurückkehren. Doch das Telegramm ist in Wahrheit ein Trick von Detlef, der nach 16 Jahren Ehe endlich mal Zeit ohne seine Familie verbringen will. In Ost-Berlin trifft er sich mit seinem Kollegen Alfred Pommeranz, der seine Familie auf die gleiche Weise am Urlaubsort zurückgelassen hat. Und nun versuchen die beiden vergeblich, ihr kurzzeitiges Junggesellendasein zu genießen. Doch Vergnügungen wie Rummel und Bootsausflüge langweilen sie, und auch ihre Versuche, Frauen kennenzulernen, scheitern kläglich.
Nina wird indessen von Harry, dem älteren Sohn der Tabberts, angeflirtet, verhält sich jedoch schnippisch und abweisend ihm gegenüber. Währenddessen macht sich Eveline seit langer Zeit mal wieder schick und geht mit Tabberts zum Tanz. Dort flirtet der junge und charmante Thomas Flemming mit ihr, der als Rettungsschwimmer am Strand arbeitet. Er bietet ihr eine Abwechslung zu ihrem strengen, etwas spießigen und ständig nörgelnden Ehemann, und so verbringen die beiden auch in den folgenden Tagen viel Zeit miteinander. Eines Abends nimmt Thomas sie sogar mit nach Hause und sie verbringt die Nacht bei ihm, auch wenn sie seine Verführungsversuche bis dahin immer zurückgewiesen hat. Am nächsten Morgen kehrt sie zum Campingplatz zurück und erzählt Nina, sie habe bei einer Freundin, die sie zufällig getroffen habe, in einem Hotel übernachtet. Als Detlef nach einer Woche geläutert an die Ostsee zurückkehrt, trifft er auf eine deutlich selbstbewusstere Eveline.

## Produktion
Der vom DEFA-Studio für Spielfilme produzierte Film wurde im Fernsehen der DDR am 12. März 1977 zum ersten Mal ausgestrahlt, im Jahr darauf auch in Ungarn. 2010 wurde er von Icestorm Entertainment auf DVD veröffentlicht.

## Rezeption
„Fernsehkomödie, die mit Witz und Charme das Bild von der konfliktfreien sozialistischen Menschengemeinschaft ad absurdum führt. Komische Variante des ebenfalls von Klaus Poche verfassten Fernsehfilms „Geschlossene Gesellschaft“.“

„Etwas miefiges Gesellschaftsbild“